# Politica de Returnare sau Anulare a Serviciilor
Politica de Returnare sau Anulare a Serviciilor este un set de reguli și proceduri pe care o companie le stabilește și le comunică consumatorilor săi în legătură cu posibilitatea de a returna sau anula serviciile achiziționate. Aceasta politica este crucială pentru orice afacere care vinde produse sau servicii, asigurându-se că drepturile clientului sunt respectate și că acesta este informat corect și transparent.

## Relevanța
În România, la fel ca și în alte state ale Uniunii Europene, orice companie care vinde bunuri sau servicii este obligată să aibă o astfel de politică, în concordanță cu drepturile consumatorilor stabilită de lege. Aceasta ajută la evitarea conflictelor între companie și client, și facilitează rezolvarea eventualelor probleme legate de calitatea sau conformitatea serviciilor sau produselor achiziționate.

## Componentele unei politici de returnare sau anulare a serviciilor
O politică de returnare sau anulare a serviciilor ar trebui să conțină, cel puțin, următoarele elemente:
Detalii despre cum și în ce condiții pot fi returnate sau anulate serviciile;
Termenii și condițiile în care returnarea sau anularea este posibilă;
Instrucțiuni clare despre cum să se procedeze în cazul în care clientul dorește să returneze sau să anuleze un serviciu;
Informații despre cine suportă costurile de returnare sau anulare, dacă este cazul;
Informații despre termenul în care clientul poate aștepta rambursarea.

## Drepturile consumatorului în România
În România, consumatorul are dreptul de a se retrage din contract în termen de 14 zile fără a da niciun motiv și fără a suporta alte costuri decât cele directe de returnare a produselor, potrivit Ordonanței de urgență a Guvernului nr. 34/2014.
Pentru serviciile achiziționate online sau la distanță, termenul de retragere începe să curgă de la încheierea contractului. În cazul în care consumatorul se retrage din contract, comerciantul trebuie să ramburseze toate sumele pe care acesta le-a achitat, inclusiv costurile de livrare, fără întârziere nejustificată și în orice caz nu mai târziu de 14 zile de la data la care a fost informat de decizia consumatorului de a se retrage din contract.

## Exemple de politici de returnare sau anulare a serviciilor
Politica de returnare sau anulare poate varia de la o companie la alta, în funcție de natura serviciilor oferite. De exemplu, o companie care oferă servicii de abonament poate avea o politică care permite anularea
continua
la orice moment, dar nu oferă rambursarea pentru perioada neutilizată. În schimb, un magazin online ar putea permite returnarea produselor într-un anumit interval de timp, cu condiția ca acestea să nu fie deteriorate și să fie returnate în ambalajul original.

## Considerații legale
Este esențial ca politica de returnare sau anulare să fie în conformitate cu legislația în vigoare. În România, companiile trebuie să respecte drepturile consumatorilor prevăzute de lege, inclusiv dreptul de a se retrage dintr-un contract și de a obține o rambursare completă în anumite condiții.
Companiile care nu respectă aceste drepturi pot fi supuse sancțiunilor, inclusiv amenzi și obligația de a rambursa consumatorilor costurile suportate. De asemenea, practicile incorecte pot duce la pierderea încrederii consumatorilor și la daune de imagine semnificative pentru companie.

## Concluzie
O politică de returnare sau anulare a serviciilor bine gândită și corect implementată nu doar că ajută la evitarea problemelor legale, dar poate și îmbunătăți relația cu clienții. Prin furnizarea de informații clare și corecte despre drepturile lor, companiile pot construi încredere și loialitate, contribuind la succesul pe termen lung al afacerii lor.